# 985 공정

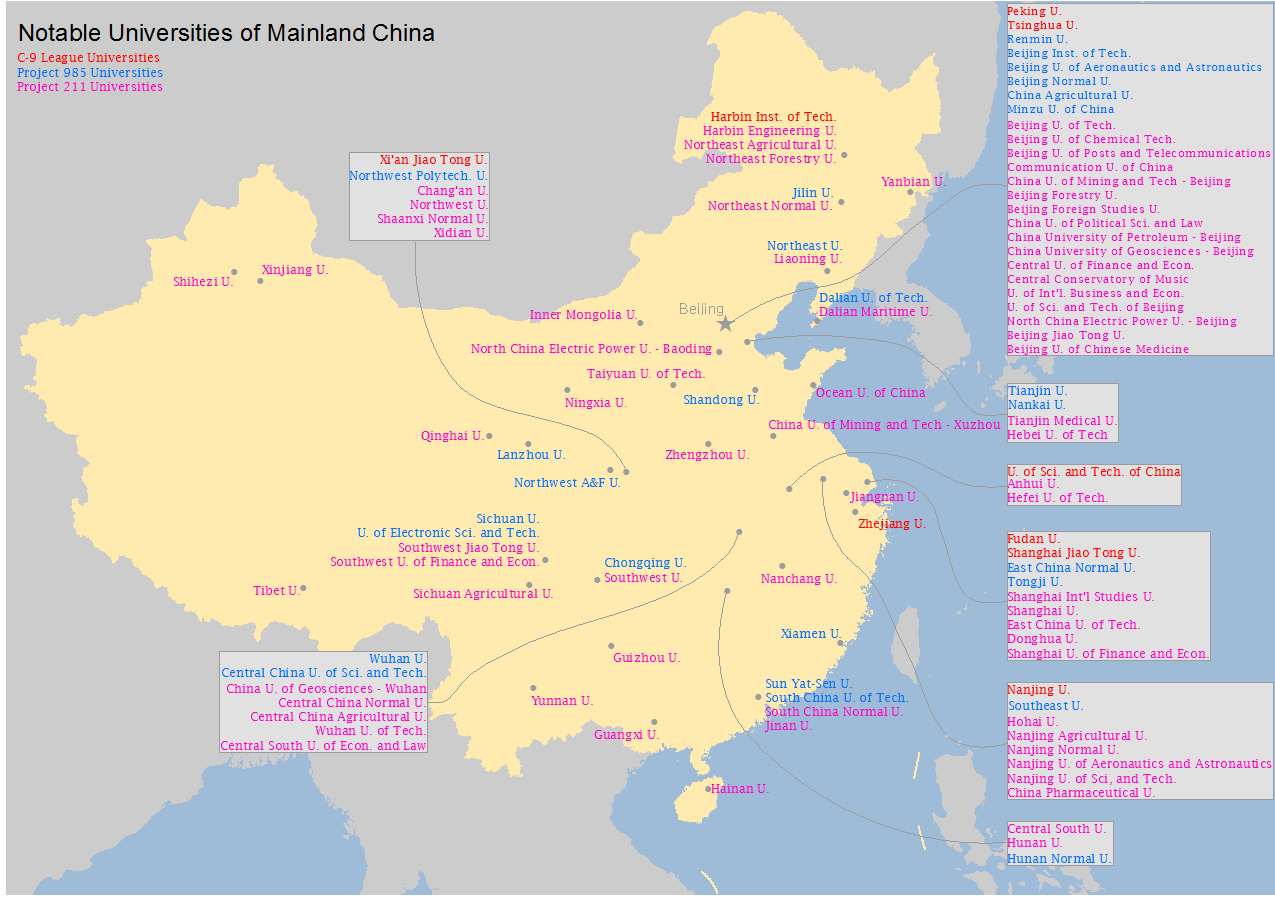
중국 본토의 주요 대학을 보여주는 지도. 985 공정 대학은 파란색으로 표시되어 있다.

985 공정(중국어: 985工程, 영어: Project 985)은 1998년 5월에 시작된 세계적 수준의 고등 교육 기관을 만들기 위한 중국 중앙 정부의 고등 교육 개발 및 후원 계획이었다. 이 공정의 일부로 선택된 대학은 39곳이었다.
211 공정과 985 공정은 모두 1990년대 장쩌민 정부에 의해 시작되었다. 이는 2016년에 무효화되었고 시진핑 정권 하에서 2017년에 쌍일류 건설로 대체되었다.

## 같이 보기
- 구교연맹
- 211 프로젝트
- 탁월연맹